# Пропертаріанство
Пропертаріанство (пропрієтаріанство, пропертаріанізм або пропрієтарізм) (англ. Propertarianism, proprietarianism, від англ. property - "власність, майно") — це політична філософія, яка зводить усі питання етики до права власності.  Щодо прав власності, то вона виступає за приватну власність, засновану на липких нормах власності Локка, де власник зберігає свою власність більш-менш доти, поки не погодиться подарувати або продати її, відкидаючи застереження Локка .
Тісно пов’язана із правим лібертаріанством й збігається з ним, вона також часто супроводжується ідеєю про те, що закон про державну монополію має бути замінений ринковим правом, зосередженим на договірних відносинах. Ідеали пропертаріанства найчастіше згадуються як захист анархо-капіталістичного або мінархістського суспільства з системами управління, які обмежуються дотриманням контрактів і приватної власності .
На думку його прихильників, пропертаріанство є синонімом капіталізму. 

## Історія
Схоже, що цей термін ввів Едвард Кейн (Edward Cain) у 1963 році:
Оскільки вони використовують слово «свобода» майже виключно для власності, було б корисно, якби ми мали якесь інше слово, наприклад «власник», щоб описати їх. [. . . ] Письменниця Айн Ренд зовсім не консерваторка, але стверджує, що вона дуже актуальна. Вона — радикальний капіталіст і ближче до того, що я маю на увазі під пропертаріанцем. 
Маркус Канліфф у своїх лекціях 1973 року визначив пропертаріанство як «характерні цінності американської історії» щодо власності.    
Філософ Роберт Нозік формалізував підхід Локка у своїй книзі «Анархія, держава та утопія» за допомогою теорії права справедливості, вказавши критерії справедливого початкового придбання, справедливої передачі та виправлення.
Девід Боаз пише, що «власницький підхід до приватного життя», як морально, так і юридично, забезпечив права американців на приватність. 
Маркус Верхейг стверджує, що ротбардівський анархо-капіталізм підтримує неолокківську ідею про те, що власність законно походить лише від праці, а потім може законно переходити з рук в руки лише через торгівлю чи дарування.  Брайан Догерті описує форму лібертаріанства Мюррея Ротбарда як пропертаріанську, оскільки він «звів усі права людини до права власності, починаючи з природного права власності на себе». 
Л. Ніл Сміт описує пропертаріанство як позитивну лібертаріанську філософію у своїх романах про альтернативну історію The Probability Broach (1980) і The American Zone (2002).  

## Альтернативні значення
Ганс Моргентау використовував пропертаріанство для характеристики зв'язку між власністю та виборчим правом. 

## Критика
У науково-фантастичному романі «Позбавлені» (англ. The Dispossessed) (1974) авторка Урсула К. Ле Гуїн протиставила пропертаріанське державницьке суспільство анархістському антивласницькому суспільству  , намагаючись показати, що власність і держава об’єктивують людей.  
Мюррей Букчін заперечував проти того, щоб власники називали себе лібертаріанцями, стверджуючи:
Ми дозволили цинічним політичним реакціонерам і речникам великих корпорацій випередити ці основні лібертаріанські американські ідеали. Ми дозволили їм не тільки стати явним голосом цих ідеалів, так що індивідуалізм використовувався для виправдання егоїзму; гонитва за щастям для виправдання жадібності, і навіть наш наголос на місцевій і регіональній автономії використовувався для виправдання обмеження, замкнутості та ексклюзивності – часто проти етнічних меншин і так званих девіантів. Ми навіть дозволили цим реакціонерам претендувати на слово лібертаріанець, слово, яке було буквально винайдено у 1890-х роках у Франції Елізе Реклю як замінник слова анархіст, яке уряд зробив незаконним виразом для виявлення своїх поглядів. По суті, пропертаріанці – помічники Айн Ренд, земної матері жадібності, егоїзму та чеснот власності – привласнили вираження та традиції, які мали бути виражені радикалами, але ними навмисно знехтували через спокусу європейських та азійських традицій. соціалізму, соціалізмів, які зараз занепадають у тих самих країнах, де вони виникли. 
Букчин описав три концепції володіння: сама власність; володіння; та узуфрукт (тобто привласнення ресурсів у силу використання.  )

## Дивіться також
- Австрійська економічна школа
- Каіпіталізм
- Лібертаріанство